# سگ‌دندان (سرده)
سگ‌دندان (نام علمی: Pycnocycla) نام یک سرده از تیره چتریان است. این سرده یا جنس ۸ گونه گیاه دائمی با برگ‌های خاردار در ایران دارد.